# Primer Ministro de Irlanda del Norte
El Primer Ministro de Irlanda del Norte (en inglés: 'Prime Minister of Northern Ireland') fue el jefe del gobierno de Irlanda del Norte desde 1921 a 1972. Con la introducción del Rol Directo en 1972, Irlanda del Norte pasó a ser controlada por la Oficina de Irlanda del Norte y de la Secretaría de Estado para Irlanda del Norte.
| #  | Nombre                 | Mandato                                          | Partido               | Gabinete                     |
| -- | ---------------------- | ------------------------------------------------ | --------------------- | ---------------------------- |
| 1. | James Craig            | 7 de junio de 1921 - 24 de noviembre de 1940 (†) | Ulster Unionist Party | Gabinete de Craig            |
| 2. | John Miller Andrews    | 27 de noviembre de 1940 - 1 de mayo de 1943      | Ulster Unionist Party | Gabinete de Andrews          |
| 3. | Basil Brooke           | 1 de mayo de 1943 - 26 de marzo de 1963          | Ulster Unionist Party | Gabinete de Brooke           |
| 4. | Terence O'Neill        | 25 de marzo de 1963 - 1 de mayo de 1969          | Ulster Unionist Party | Gabinete de O'Neill          |
| 5. | James Chichester-Clark | 1 de mayo de 1969 - 23 de marzo de 1971          | Ulster Unionist Party | Gabinete de Chichester-Clark |
| 6. | Brian Faulkner         | 23 de marzo de 1971 - 30 de marzo de 1972        | Ulster Unionist Party | Gabinete de Faulkner         |

- Portal:Irlanda del Norte. Contenido relacionado con política del Reino Unido.